# María Alejandra Lordén
María Alejandra Lordén (Bahía Blanca, provincia de Buenos Aires, 19 de diciembre de 1966) es una política, licenciada en medicina y especialista en Obstetricia y Ginecología. Es miembro y secretaria de la Unión Cívica Radical, fue concejal y presidenta del Honorable Concejo Deliberante de Saladillo, diputada provincial por la séptima sección electoral y presidenta de la Comisión de Salud de la Cámara de Diputados de la Provincia de Buenos Aires.

## Actividad asistencial
Realizó sus estudios primarios en la Escuela N.º 1 y secundarios en el Colegio Nacional de Coronel Dorrego, provincia de Buenos Aires, finalizando en 1984. En 1985 ingresó a la Carrera Universitaria en la Facultad de Ciencias Médicas de la Universidad Nacional de La Plata, de donde egresó como  médica en 1990. Cumplió la residencia en Ginecología. Es especialista jerarquizada en Ginecología otorgada por el Colegio Médico de Azul. Instructora de pregrado de la Universidad Nacional de La Plata en el Hospital Dr. Posadas de Saladillo entre 1995 y 2015

## Vida personal
Es profesora de piano y madre de dos hijos, Joaquín e Iñaki. Está casada con el médico, exdiputado provincial y actual presidente del Concejo Deliberante de Saladillo Alejandro Armendáriz, hijo de Alejandro “Titán” Armendariz, el último gobernador radical de la provincia de Buenos Aires (1983-1987).

## Labor como diputada provincial
En 2015, luego de haber conseguido superar las P.A.S.O. (Primarias, Abiertas, Simultáneas y Obligatorias) por las listas con los precandidatos a presidente Mauricio Macri, Ernesto Sanz y Elisa Carrió, fue electa diputada provincial para la provincia de Buenos Aires por el frente Cambiemos, en las elecciones del 23 de octubre de 2015.
Integra como vocal las comisiones de Asuntos Culturales, Asuntos Municipales, Igualdad Real de Oportunidades y Trato, y es presidenta de la comisión de Salud Pública de la Cámara de Diputados de la Provincia de Buenos Aires.
Junto a otros diputados, recibió el premio "Parlamentario", de la Agencia Comunas.
Fue reelecta como diputada provincial en las Elecciones de 2019 y  en las de 2023.

## Principales leyes de su autoría
- Sistema de Seguimiento de Recién Nacidos Prematuros de Alto Riesgo.[13][14][15]
- Creación de la "Tarjeta Joven" Provincial.[16][17][18]